# Visočica
Visočica är en bergstopp i Bosnien och Hercegovina.   Den ligger i entiteten Federationen Bosnien och Hercegovina, i den södra delen av landet, 30 km söder om huvudstaden Sarajevo. Toppen på Visočica är 1 715 meter över havet, eller 46 meter över den omgivande terrängen. Bredden vid basen är 0,61 km.
Terrängen runt Visočica är kuperad åt sydost, men åt nordväst är den bergig.  Runt Visočica är det ganska tätbefolkat, med 70 invånare per kvadratkilometer.. Närmaste större samhälle är Gračanica, 16,3 km norr om Visočica. 
Omgivningarna runt Visočica är en mosaik av jordbruksmark och naturlig växtlighet.